# 프셰보르스크 문화

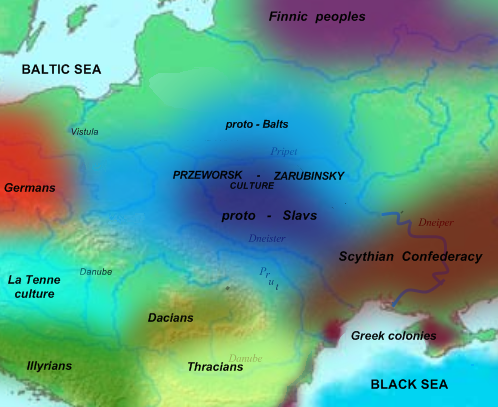
기원전 300년경 프셰보르스크 및 다른 고고학 문화.

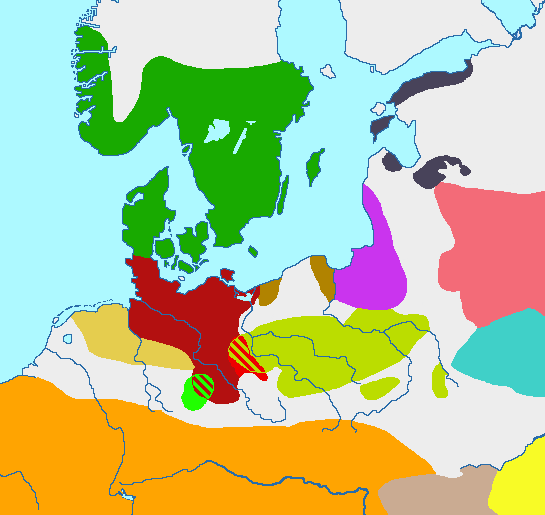
프셰보르스크 문화는 밝은 '올리브' 그린색으로 표시.

프셰보르스크 문화(폴란드어: Przeworsk, ˈpʂɛvɔrsk)는 기원전 3세기에서 기원후 5세기까지 거슬러 올라가는 철기 시대 문화이다.
오데르강 상류에서 비스와강 유역에 이르는 오늘날 폴란드 중부와 남부 지역에 위치했으며, 시간이 흘러서는 오데르강과 비스와강 중류와 상류 지역 사이에 있는 슬로바키아 동부 일부와 포트카르파치에로 퍼져나갔고 도나우강 중류쪽 드네스트르강과 티서강의 상류로 확장하였다. 명칭은 최초 유물이 발견된 프셰보르스크에서 유래했다.

## 사회
프셰보르스크 문화 사람들은 일반적으로 일부가 지면 아래 (반뛰움)에 있고, 각각 8-22 평방미터의 작은 주택들로 이뤄진, 작고 방어 시설이 없는, 대부분 최소한 12명이 거주한 마을에 살았다. 그들은 땅을 파고 건물을 짓는 데 능숙했기에, 이들은 물 근처에 살아야할 필요가 없었다. 목제를 댄 벽들로 만들어진 2세기의 우물 13개가 보흐니아 스타니스와비체에서 발견됐다. 토지는 한때 곡물 재배 용도로 사용하고 그 뒤에는 동물의 배설물이 토양에 비옥성을 회복하는데 도움을 주기에 목초지로 사용했다. 한때 금속으로 주물된 쟁기가 도입되었고 토지를 경작지와 목초지 사이로 전환시켰다.
일부나 더 많은 정착지들이 소규모로 이뤄졌는데, 그곳의 거주자들은 경제적으로 협력하고 공동 묘지에 시신을 묻었으며, 이 공동 묘지는 미개발된 지역으로, 다른 소규모 지역에서부터 떨어졌다. 상당수의 소규모 지역들은 하나의 부족으로 이뤄졌는데, 이들은 타키투스가 저술하길 “공동의 공포”라는 지역인 빈 공간에 의해 떨어져 있었다. 따라서 부족들 중에 특히 문화적으로 가까웠던 이들은 전쟁을 위한 일시적 동맹이나 심지어는 초기 국가 형태 같은 거대한 정치 구조를 형성했을 것이다.
식염천에서 나오는 소금 추출을 위한 프셰보르스크 문화의 대형 시설이 모길노 인근 합스크 (Chabsk)에서 발견됐다.
수 세기 간 지속적으로 사용된 매장지에는 전반적으로 인구 밀집도가 낮았음을 시사하는 단지 몇 백개의 무덤만이 있었다. 시신들은 화장되었고 재가 가끔은 가운데가 볼록 튀어나오게 장식된 유골단지 안에 들어가 있었다. 1세기에 단지는 날렵한 옆면을 모습으로 바뀌었다 (원주 주위로 수평적인 선으로).
시에미에후프 (Siemiechów)에서 기원전 70년-50년 시기에 아리오비스투스의 원정에 참가했을 것으로 보이는 전사의 무덤이 발견됐다. 토산 도자기들과 함께 켈트식 무기들, 유골 단지로 쓰인 알프스 지역에서 제조된 투구가 출토되었다. 부장품들은 알 수 없는 이유로 자주 구부러지거나 부서진 체로 시신과 함께 태워졌다. 무덤은 "가난함"에서 "부유함" 범위가 있는데, 부유한 경우에는 당시 발달한 사회 계층을 상당히 반영하는 값비싼 켈트와 로마 수입품들로 채워졌다.

## 영향

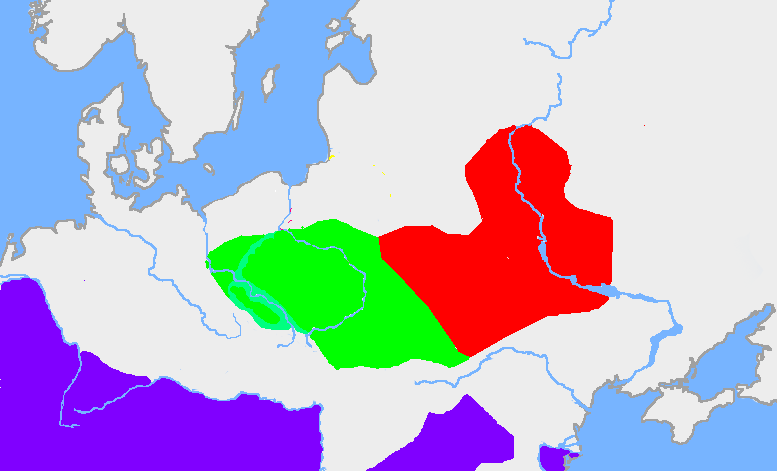
프셰보르스크 문화 (녹색)와 자루빈치 문화 (적색)의 대략적 위치

학자들은 프셰보르스크 문화를 토착화된 문화들의 연속된 혼합의 결과로 본다. 라텐과 야스토프 문화권들의 상당한 영향력에 의해 상당히 고쳐지기는 했지만, 이전의 포메라니아 문화가 계속해서 관찰된다. 프셰보르스크 문화는 보통 반달족과 연관되지만, 그러나 초기 슬라브족과도 연결되며, 거의 대부분은 슬라브와 게르만 문화의 혼합이였다. 동쪽에 있는 프셰보르스크 문화는 오늘날 북부 우크라이나와 남부 벨라루스 지역에 위치한 자루빈치 문화와도 연결되어 있다. 이후 3, 4세기에 이 지역의 거의 대부분은 바일바르크 문화와 체르냐코프 문화에 흡수된다.

## 특징
프셰보르스크 문화의 가장 독특한 특징은 장례 풍습이다. 장례는 간헐적으로 매장이 이뤄지긴 했지만 주로 화장이였다. 전사 계급의 화장이 주목할만한데, 주로 마구와 박차가 포함되었다. 일부 매장지는 예외적으로 부유하고, 특히 400년 이후에 서쪽에 더욱 위치한 게르만족 무리의 무덤들은 볼품이 없다. 자기류와 금속품들이 대개 풍부하고 아주 다양함을 보여준다.

## 쇠퇴
5세기 말에 프셰보르스크 문화의 쇠퇴는 훈족의 침입과 함께 발생했다. 다른 쇠퇴의 요소들에는 로마 세계와 국경 너머 이들과 지속된 무역 붕괴의 결과로 발생한 사회적 위기가 포함됐을 것이다. 5/6세기 말에, 프라하코르차크 문화가 비슬라 분지에서 나타났다.

## 같이 보기
- 반달족
- 호박의 길